# Die rote Zora (Preis)
Die rote Zora war ein Schweizer Medienpreis, der von 1991 bis 2006 jährlich vom Eidgenössischen Büro für die Gleichstellung von Frau und Mann verliehen wurde. Der Preis war mit 10'000 Franken dotiert und wurde wegen Sparmassnahmen 2006 zum letzten Mal verliehen.
Ausgezeichnet wurden kulturelle Projekte im Bereich der Kinder- und Jugendmedien wie zum Beispiel Theater, Musik, Literatur, Film, Lehrmittel etc., welche die Gleichstellung von Mädchen und Knaben, von Frauen und Männern thematisieren, Rollenverhalten hinterfragen oder neue, bisher ungewohnte Formen der gemeinsamen Lebensgestaltung aufzeigen.
Der Preis wurde nach dem Kinderbuchklassiker Die rote Zora und ihre Bande von Kurt Held benannt.

## Preisträger
- 1991 Theatergruppe «Bruchstein», Zürich
- 1992 Kindertheater «ond-drom», Luzern
- 1993 Verein «Graffiti», Genf
- 1994 «Théâtre des Osses», Givisiez, Fribourg
- 1995 Theater «Tandem Tinta Blu», Borgnone
- 1996 Kindermagazin «Spick», Zürich
- 1997 TheaterFalle, Basel
- 1998 Werkbuch «Wir lassen Rollen rollen»
- 1999 Brigitte Schär, Autorin, Zürich
- 2000 Teatro Pan, Lugano
- 2001 Lehrmittel «Sexualität und Liebe», Band II
- 2002 Natalia Lehner-Schwitter, Autorin, Ftan, Graubünden
- 2003 Mithras N. Leuenberger, DJane-Schule rubinia, Basel
- 2004 Jacky Lagger, Musiker für Kinder, Roche, Waadt
- 2005 Sybille Bader Biland und Helene Häseli, Tägerig/Gipf-Oberfrick, Aargau
- 2006 Kinderbuchfonds Baobab / Helene Schär, Basel